# USS Hammann (DD-412)
USS Hammann (DD-412) là một tàu khu trục lớp Sims được Hải quân Hoa Kỳ chế tạo ngay trước Chiến tranh Thế giới thứ hai; nó là chiếc tàu chiến đầu tiên của Hải quân Hoa Kỳ được đặt tên theo Thiếu úy Hải quân Charles Hammann (1892-1919), một phi công hải quân được tặng thưởng Huân chương Danh dự do đã hoạt động dũng cảm để cứu đồng đội trong Chiến tranh Thế giới thứ nhất. Hammann đã hoạt động tại Mặt trận Thái Bình Dương trong Thế Chiến II cho đến khi bị tàu ngầm Nhật I-168 đánh chìm trong trận Midway, 6 tháng 6 năm 1942, trong khi đang trợ giúp cho tàu sân bay Yorktown đang hư hại nặng.

## Thiết kế và chế tạo
Hammann được đặt lườn tại xưởng tàu của hãng Federal Shipbuilding and Drydock Company ở Kearny, New Jersey vào ngày 17 tháng 1 năm 1938. Nó được hạ thủy vào ngày 4 tháng 2 năm 1939; được đỡ đầu bởi cô Lillian Hammann; và nhập biên chế cùng Hải quân Mỹ vào ngày 11 tháng 8 năm 1939 dưới quyền chỉ huy của Hạm trưởng, Trung tá Hải quân Arnold E. True.

## Lịch sử hoạt động

### Trước chiến tranh
Hammann tiến hành chạy thử máy tại vùng bờ Đông Hoa Kỳ, và trong hai năm tiếp theo đã tham gia các hoạt động huấn luyện tại cả hai phía bờ biển Hoa Kỳ.

### Thế Chiến II
Hammann đang có mặt tại Iceland khi Nhật Bản bất ngờ Tấn công Trân Châu Cảng vào ngày 7 tháng 12 năm 1941. Nó nhanh chóng quay trở về Norfolk, Virginia để nhận nhiên liệu và tiếp liệu, rồi khởi hành vào ngày 6 tháng 1 năm 1942 để đi sang khu vực Mặt trận Thái Bình Dương. Con tàu băng qua kênh đào Panama và đi đến San Francisco vào ngày 22 tháng 1; để rồi lên đường cùng với Lực lượng Đặc nhiệm 17 dưới quyền Phó đô đốc Frank Jack Fletcher vào ngày 25 tháng 2 để hoạt động tại Nam Thái Bình Dương.
Hammann tham gia các cuộc cơ động huấn luyện tại khu vực New Caledonia vào đầu tháng 3, rồi cùng Lực lượng Đặc nhiệm 17 lên đường vào ngày 27 tháng 3 để đi sang biển Coral. Nó hoạt động như tàu hộ tống và canh phòng máy bay cho tàu sân bay Lexington. Quay trở về Tongatapu vào ngày 20 tháng 4, lực lượng đặc nhiệm lại khởi hành đi đến vùng biển Coral vào ngày 27 tháng 4 cho một cuộc không kích bất ngờ lên lực lượng Nhật Bản tại Tulagi.
Đang khi hộ tống cho các tàu sân bay trong cuộc không kích vào ngày 4 tháng 5, Hammann được lệnh tách ra để giải cứu hai phi công bị bắn rơi tại Guadalcanal, khoảng về phía Bắc. Nó di chuyển hết tốc độ, đến nơi khi trời đã tối và trông thấy một điểm đánh dấu trên bãi biển vốn là một chiếc dù. Xuồng máy được thả xuống, nhưng không thể cặp bờ do sóng to nguy hiểm; sau đó các phi công được cứu bởi dây ném ra từ chiếc xuồng. Một nỗ lực khác nhằm phá hủy chiếc máy bay bị rơi không thể thực hiện do biển động mạnh; và chiếc tàu khu trục quay trở lại hộ tống cho Lexington sau khi hoàn tất nhiệm vụ đêm này.

#### Trận chiến biển Coral
Vào ngày 8 tháng 5, diễn ra cuộc đối đầu chính của Trận chiến biển Coral, trận hải chiến đầu tiên giữa hai lực lượng máy bay tàu sân bay. Trong quá trình trận chiến, Hammann đã hộ tống các tàu sân bay, bắn vào các máy bay ném bom-ngư lôi đối phương khi chúng tấn công; và ngay khi chúng rút lui, máy bay ném bom bổ nhào đối phương tiếp tục xuất hiện. Một quả bom đã ném cách mũi tàu của nó 200 thước Anh (180 m) bên mạn phải. Lexington trúng hai quả ngư lôi bên mạn trái, thoạt tiên được cho là kiểm soát được tình hình, nhưng đám cháy do hơi xăng gây ra những vụ nổ lớn bên trong lườn tàu lúc 13 giờ 00 khiến không thể khống chế được. Khi lệnh bỏ tàu được đưa ra, Hammann, Morris và Anderson đã túc trực để vớt những người sống sót. Chiếc tàu khu trục đã cứu khoảng 500 người khỏi mặt nước trước khi "Lady Lex" đắm trong đêm 8 tháng 5 bởi những quả ngư lôi phóng từ tàu khu trục Phelps. Bị mất một tàu sân bay hạm đội trong trận này, phía Hoa Kỳ lại có được lợi thế chiến lược khi ngăn chặn việc tấn công của Nhật Bản ở hướng Đông Nam Thái Bình Dương.

#### Trận Midway

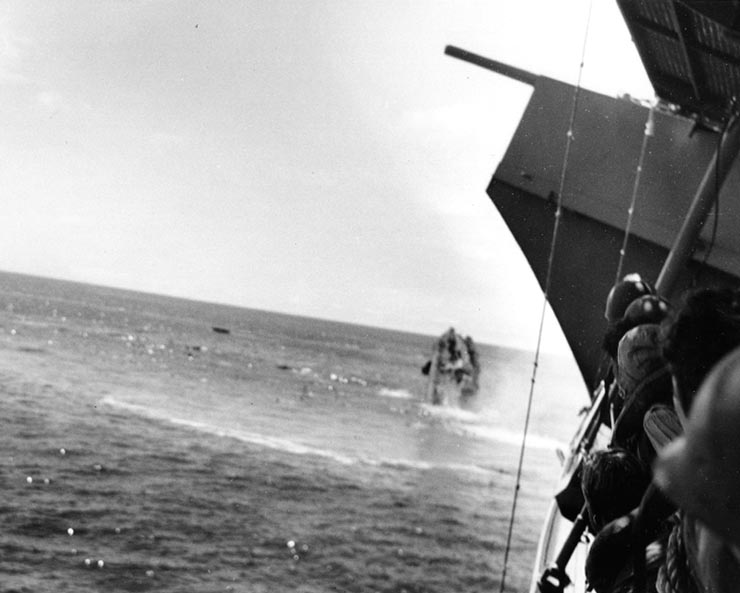
Hammann đang đắm phần mũi sau khi trúng ngư lôi và vỡ làm đôi.

Những nhiệm vụ mới lại đang chờ đợi ở phía Bắc. Theo mệnh lệnh khẩn cấp của Đô đốc Chester Nimitz, Tổng tư lệnh Hạm đội Thái Bình Dương, để đối phó với mối đe dọa mới, Hammann đi đến Trân Châu Cảng cùng với lực lượng đặc nhiệm vào ngày 27 tháng 5. Sau khi thực hiện những sửa chữa cần thiết, nó lên đường vào ngày 30 tháng 5, kịp lúc để tham gia Trận Midway.
Trong trận chiến vào ngày 4 tháng 6, Hammann đã hộ tống cho Yorktown, giúp bắn rơi nhiều máy bay đối phương tấn công. Tuy nhiên, chiếc tàu sân bay trúng phải hai quả ngư lôi, bị nghiêng nặng và phải bỏ tàu xế trưa hôm đó. Chiếc tàu khu trục đã giúp cứu vớt nhiều người trên mặt nước, trong đó có Hạm trưởng của Yorktown, Đại tá Hải quân Buckmaster, và chuyển họ sang các tàu chiến lớn. Các nỗ lực nhằm cứu vãn chiếc tàu sân bay được tiến hành vào sáng hôm sau, khi một nhóm thủy thủ khung quay trở lại Yorktown tìm cách để kéo nó đến nơi an toàn. Hammann cũng cặp cạnh bên vào ngày 6 tháng 6, hỗ trợ một đội kiểm soát hư hỏng sang chiếc tàu sân bay cũng như cung cấp vòi chữa cháy, điện và các dịch vụ khác cho công việc cứu hộ.
Công việc đang tiến triển thì một tàu ngầm Nhật Bản, chiếc I-168, vượt qua được hàng rào phòng thủ chống tàu ngầm của các tàu khu trục khác lúc ngay sau giữa trưa ngày 6 tháng 6. Nó phóng bốn quả ngư lôi chủ đích nhắm vào Yorktown: một quả trượt, hai quả băng ngang bên dưới Hammann và trúng vào Yorktown trong khi quả thứ tư trúng chiếc tàu khu trục ngay giữa tàu, khiến nó bị vỡ làm đôi. Hammann bị đắm chỉ trong vòng bốn phút ở tọa độ 30°36′B 176°34′T / 30,6°B 176,567°T. Sau khi nó đắm, một vụ nổ dữ dội xảy ra dưới nước, có thể do mìn sâu hay ngư lôi của chính chiếc tàu khu trục, làm thiệt mạng thêm nhiều người, nâng tổng số thiệt hại nhân mạng lên đến 80 người chết. Những người sống sót được Benham và Balch cứu vớt. Yorktown cũng bị đắm sau đó.

## Phần thưởng
Hammann được tặng thưởng hai Ngôi sao Chiến trận do thành tích phục vụ trong Thế Chiến II. Hạm trưởng của nó, Trung tá Hải quân Arnold E. True, được tặng thưởng Huân chương Chữ thập Hải quân và Huân chương Phục vụ Dũng cảm Hải quân do thành tích chỉ huy Hammann tại biển Coral và Midway.